# Joachim Bang
Hans Joachim Bang (26. januar 1946 – 22. december 2005) var en dansk billedhugger. Søn af glasdesigneren Jacob E. Bang og bror til glaskunstneren Michael Bang (født 1944).
Uddannet som lærer i 1970. Som billedhugger autodidakt med debut i 1986. Udstillinger i årene 1986 – 2005.

## Udsmykninger
Køge Sygehus, Vordingborg Statsseminarium og Bybækskolen i Farum.
Arbejdede endvidere med musikprojekter blandt andet i samarbejde med Palle Mikkelborg og Gert Sørensen.